# Ambrosius Schneider
Ambrosius Walter Schneider OCist  (* 14. November 1911 in Mainz; † 21. Juni 2002 in Großlittgen) war ein deutscher Zisterzienserabt und Ordenshistoriker.

## Leben und Werk
Schneider trat nach dem Abitur an der Mainzer Marienschule 1931 in das Kloster Himmerod ein, studierte dort Theologie und wurde 1936 zum Priester geweiht. 1937 wurde er Archivar. Während des Zweiten Weltkrieges war er als Sanitätsunteroffizier in der von den Nationalsozialisten aufgelösten Benediktinerinnenabtei St. Hildegard in Eibingen eingesetzt. Nach zweijähriger französischer Kriegsgefangenschaft studierte er ab 1948 an der Universität Mainz und wurde 1951 mit der Dissertation Die Cistercienserabtei Himmerod im Spätmittelalter. Beiträge zu ihrer Geschichte promoviert.
In Himmerod war Schneider als Dozent für Kirchen- und Kunstgeschichte tätig und setzte sich für den Wiederaufbau der barocken Abteikirche ein (1952–1960), deren Inneneinrichtung er maßgeblich beeinflusste. 1963 wurde er in die liturgische Kommission des Zisterzienserordens und 1966 in die Vorbereitungskommission des Generalkapitels 1968/1969 berufen und hielt sich häufig in Rom auf. Von 1965 bis 1967 war er Schriftleiter des Jahrbuchs Analecta Cisterciensia. Seine Forschungen in Florenz und im Vatikan führten 1971 zur Anerkennung des Kultes des seligen David von Himmerod im gesamten Zisterzienserorden. Schneider war von 1971 bis 1972 Administrator und von 1972 bis 1991 Abt von Himmerod.

## Veröffentlichungen (Auswahl)
- Cistercienserabtei Himmerod 1138/1938. Kurze Abhandlung über das Werden und Wirken der Abtei, Himmerod 1938
- Die Cistercienserabtei Himmerod im Spätmittelalter. Beiträge zu ihrer Geschichte (= Quellen und Abhandlungen der mittelrheinischen Kirchengeschichte 1). Himmerod 1954
- (Hrsg.) Louis Julius Lekai, Geschichte und Wirken der weißen Mönche. Der Orden der Cistercienser, Köln, Wienand, 1958
- Himmerod. Geschichte und Sendung, Himmerod, Selbstverlag der Abtei, 1967, 4. Auflage 1991
- Himmerod 1922–1972, Selbstverlag der Abtei Himmerod 1972
- (Hrsg.) Die Cistercienser. Geschichte. Geist. Kunst, Köln, Wienand, 1974, 1977, 1986 (Sammelschrift)
- Die Cistercienserabtei Himmerod von der Renaissance bis zur Auflösung 1511–1802, Köln, Wienand, 1976 (Fortsetzung der Dissertation)
- (Hrsg. in Verbindung mit Adam Wienand, 1903–1997) Und sie folgten der Regel St Benedikts. Die Cistercienser und das benediktinische Mönchtum. Eine Würdigung des abendländischen Mönchsvaters als Nachlese zum Benediktusjubiläum 1980, Köln, Wienand, 1981
- Zisterzienserabtei Unsere Liebe Frau Himmerod, 11. Auflage, Regensburg, Schnell + Steiner, 2012 (Kleine Kunstführer 1067; niederländisch 2004, 2007; englisch 2004; französisch 2004)